# Jonathan Bree
Jonathan Owen Bree est un musicien et auteur-compositeur néo-zélandais. Il est surtout connu pour son travail en tant qu'artiste solo, ainsi que pour avoir coformé le groupe d'indie pop The Brunettes, en 1998, et Lil' Chief Records, en 2002. Il collabore fréquemment avec ses partenaires de label en tant que musicien, ingénieur et producteur musical.

## Biographie
Jonathan Bree naît en Nouvelle-Zélande. Mark Lyons, leader du groupe d'indie pop The Nudie Suits, est à la fois le cousin et le mentor de Bree pendant ses années de formation. Lorsque Bree avait dix ans, Lyons lui fait découvrir Modern Lovers, dont Bree devient un fan de longue date. À 12 ans, Bree joue pour la première fois sur scène (et enregistré) en tant que batteur dans le groupe de Lyons, The Plaster Saints.
Les Brunettes sont formés à Auckland en 1998 par Bree et Heather Mansfield. Selon Bree, « Ma cousine avait enregistré son groupe Yoko et j'ai trouvé qu'elle avait une belle voix naturelle, sans effet idiot. Je cherchais une fille pour chanter sur quelques duos que j'avais écrits, alors j'ai trouvé son numéro ». Le groupe sort indépendamment son premier enregistrement Mars Loves Venus EP en 1998.
En 2002, Bree fonde Lil' Chief Records avec un autre musicien d'indie pop, Scott Mannion de The Tokey Tones. Les deux hommes s'étaient rencontrés cette année-là au magasin de disques Marbecks à Auckland, où Bree travaillait à l'époque. L'album Holding Hands, Feeding Ducks des Brunettes, sorti en 2002, est le premier album du label. L'album reçoit une critique élogieuse d'AllMusic, tout comme le deuxième album du label, The Boyracer EP des Brunettes, sorti en 2003. Bree produit les deux albums. Les deux albums suivants du label sont publiés simultanément en 2003 par The Tokey Tones, et Bree participe à certains titres.
Bree sort ensuite plusieurs autres albums sur Lil' Chief avec The Brunettes. Leur deuxième album Mars Loves Venus sort en juin 2004, suivi de l'EP When Ice Met Cream en 2005. En 2004, Ryan McPhun commence à jouer dans le groupe, qui a fait la première partie de la tournée 2005 des Shins en Amérique du Nord.
Le premier travail de Bree en tant qu'artiste solo est réalisé en 2013 avec la sortie de The Primrose Path. Son album suivant, A Little Night Music, suit en 2015. Cependant, sa grande percée a lieu dans la période précédant son troisième album, lorsque la chanson You're So Cool devient un phénomène sur YouTube - attirant les spectateurs avec sa représentation étrange d'un groupe de style 1960 dont les visages étaient recouverts de masques en spandex.

## Discographie

### Albums studio
- 2013 : The Primrose Path
- 2015 : A Little Night Music
- 2018 : Sleepwalking
- 2020 : After the Curtains Close
- 2023 : Pre-Code Hollywood

### Collaborations
- 2011 : coproducteur sur Lil Golden Book de Princess Chelsea
- 2015 : coproducteur sur Great Cybernetic Depression de Princess Chelsea
- 2024 : chanteur sur You and Me avec Princess Chelsea sur la bande-son de Plankton, le film

### Avec The Brunettes
- 1998 : Mars Loves Venus EP
- 2002 : Holding Hands, Feeding Ducks
- 2003 : The Boyracer EP
- 2004 : Mars Loves Venus
- 2005 : When Ice Met Cream EP
- 2007 : Structure and Cosmetics
- 2009 : Paper Dolls
- 2009 : The Red Rollerskates EP
- 2011 : Mars Loves Venus (vinyle)

### Compilations
- 2009 : Lovesong des Cure sur Just Like Heaven – a tribute to The Cure
- 2016 : Last Night's Love de The Reduction Agents sur Waiting For Your Love – hommage aux Reduction Agents